# Orgiejów
Orgiejów (rum. Orhei, rum. cyrylica Орхэи) – miasto we wschodniej Mołdawii, stolica rejonu Orgiejów; liczy 24,1 tys. mieszk. (2005), sobór z XVII wieku, pozostałości zamku (XIV-XV w.).

## Gospodarka
W mieście rozwinął się przemysł maszyn budowlanych, elektrotechnicznych, spożywczy, lekki oraz meblarski.

## Miasta partnerskie
- Piatra Neamț, Rumunia